# Floriano Peixoto (Boca do Acre)
Floriano Peixoto é um distrito do município brasileiro de Boca do Acre, no interior do estado do Amazonas, Região Norte do país. De acordo com o censo brasileiro de 2010, realizado pelo Instituto Brasileiro de Geografia e Estatística (IBGE), a população do distrito era de 4 212 habitantes (55,7% homens e 44,3% mulheres), representando 13,8% da população do município de Boca do Acre.
A área em que se situa o distrito faz limites com o estado do Acre.